# 小行星16120
小行星16120（16120 Burnim）是一颗绕太阳运转的小行星，为主小行星带小行星。该小行星于1999年12月7日发现。

## 轨道参数
小行星16120的轨道半长轴为3.0604113 UA，离心率为0.137。